# Pierrine Gaston-Sacaze
Pour les articles homonymes, voir Sacaze.
Pierrine Gaston-Sacaze est un berger et un botaniste français né au hameau de Bagès, au-dessus de Béost dans les Pyrénées-Atlantiques, le 20 mai 1797 et mort à Béost le 18 février 1893.
Il constitue à partir de 1828 un monumental Herbier des Pyrénées en treize volumes actuellement en dépôt au Conservatoire botanique pyrénéen de Bagnères-de-Bigorre (Hautes-Pyrénées).

## Biographie

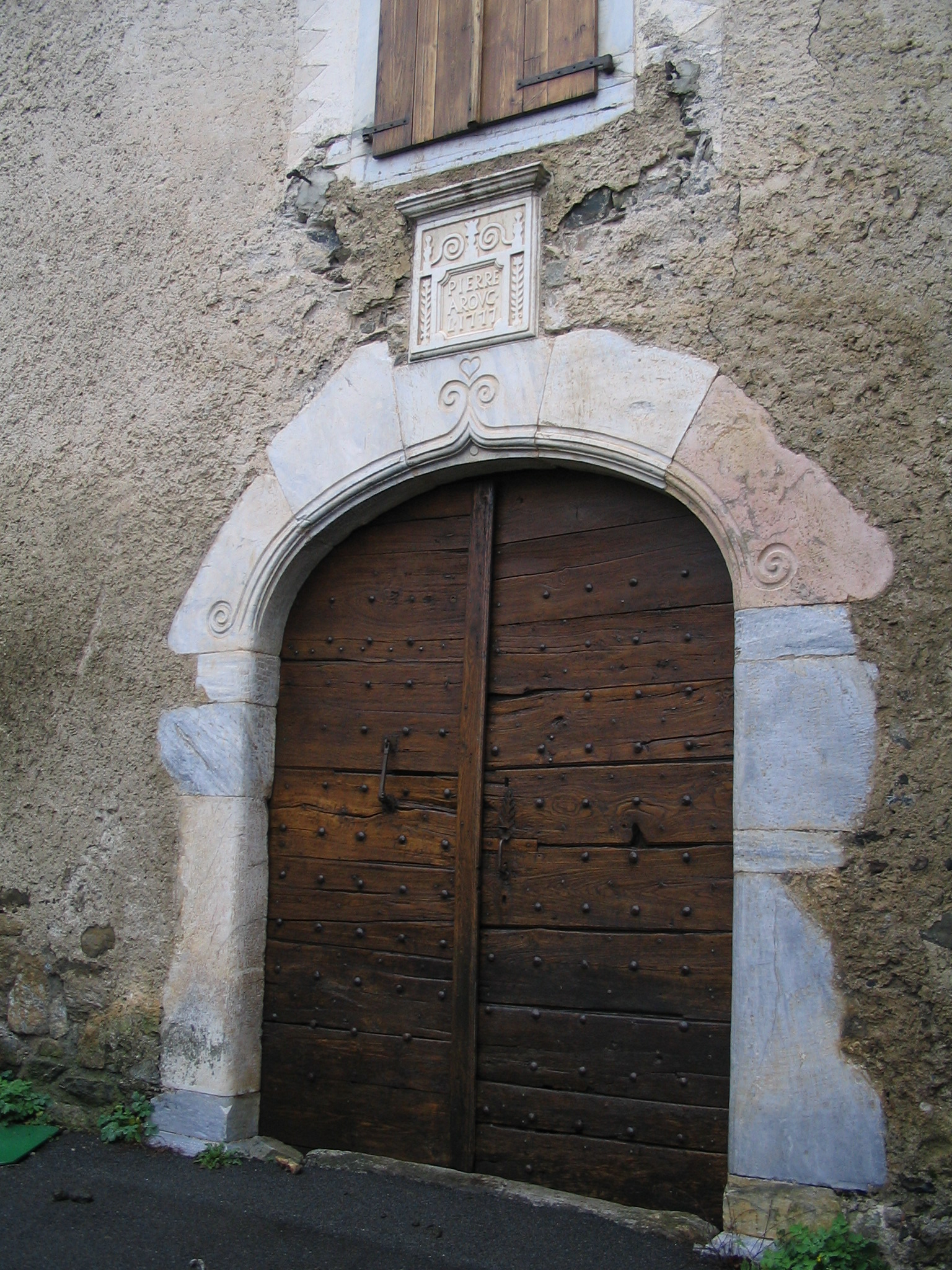
Porche d'entrée de la maison de Pierrine Gaston-Sacaze - Hameau de Bagès.

Pierrine Gaston-Sacaze naît le au hameau de Bagès, au-dessus de Béost dans les Pyrénées-Atlantiques dans une riche famille paysanne de la vallée d’Ossau. Naturaliste autodidacte, il apprend la botanique et la géologie et s’intéresse à la médecine, la physique, la chimie, l’astronomie, la météorologie, la géologie, l’entomologie, l’ornithologie. Musicien depuis son enfance, il joue de la flûte, du violon et du luth, il compose et écrit ses textes en gascon.
Il découvre la classification botanique dans les Éléments de botanique de Tournefort et dans le Systema Naturae de Linné. Il confectionne un herbier de plusieurs milliers de spécimens de plantes vasculaires, mousses et lichens; Il rencontre Charles Grenier et entretient une correspondance avec lui.
En 1875, il vend toutes ses collections et ses archives à la ville des Eaux-Bonnes qui les installe du un petit musée d'histoire naturelle qui restera ouvert jusqu'en 1914. Restauré une première fois en 1936, l'herbier sera ensuite déposé par la ville au Conservatoire botanique à Bagnères-de-Bigorre.

## Sociétés et hommages
Pierrine Gaston-Sacaze est membre de plusieurs sociétés savantes parmi lesquelles la Société Ramond et la Société des sciences, lettres et arts de Pau. En 1852, il reçoit la  médaille d’or de la Société linnéenne de Bordeaux.

## Publications
- Catalogue des plantes qui végètent sur le pic du Midi d’Ossau (1840)
- Observations sur la distribution des plantes à la surface de la vallée d’Ossau (1843)